# Mauria subserrata
Mauria subserrata är en sumakväxtart som beskrevs av Ludwig Eduard Loesener. Mauria subserrata ingår i släktet Mauria och familjen sumakväxter. Inga underarter finns listade i Catalogue of Life.